# Sylvia Poll Ahrens
Sylvia Poll Ahrens (Managua, Nicaragua, 24 de setembre de 1970) és una nedadora costa-riquenya, ja retirada, guanyadora d'una medalla olímpica.
Va néixer a la ciutat de Managua, capital de Nicaragua, en una família d'ascendència alemanya. De ben petita la seva família es traslladà a Costa Rica, de la qual n'agafà la nacionalitat. És germana de la també nedadora i medallista olímpica Claudia Poll.